# Tác phẩm âm nhạc
Tác phẩm âm nhạc được xem có nguồn gốc là một đoạn nhạc, cấu trúc âm nhạc của một đoạn nhạc hay quá trình sáng tạo ra một đoạn nhạc mới. Một tác phẩm âm nhạc hoàn chỉnh thường bao gồm ba yếu tố: giai điệu, hòa âm và tiết tấu. Những người tạo ra các đoạn nhạc được gọi là nhà soạn nhạc (hoặc tác giả sáng tác nhạc).